# コミュニティシネマ
コミュニティシネマとは市民活動や地域が主体となり比較的商業ベースに乗りにくい映画作品を中心に上映する団体、もしくはそれらの団体が拠点としている映画館である。

## 日本のコミュニティシネマ

### 概要
不定期上映や映画祭、映画館の運営を行い映画の公共的な上映を行う。運営主体は地域の商店街やボランティア、NPO法人、従来からミニシアターを経営していた者、地方公共団体や第三セクター、映画館の場合は公設民営の場合もあるなど多岐にわたり、鑑賞環境の地域格差の是正、メディア・リテラシーの向上、街づくりへの貢献などを目的として謳っている。そのため、過去の名作や芸術性の高いと言われる作品など、いわゆるミニシアター系作品を上映することが多い。また、単純な上映に限らず、地域の映画コミュニティの交流イベントや、映画制作ワークショップなどを開催している団体、法人もある。一方で地域貢献を重視し、オールジャンルを上映する映画館もある。

### 沿革
公的な動きとしては1994年に設立された財団法人国際文化交流推進協会（エース・ジャパン）が1996年に公共的な映画上映活動に関わる関係者を一堂に会する場として「映画上映ネットワーク会議」を開催したことに始まる。この会議の結果、いずれの上映活動においても財政状況が厳しく映画振興制度が確立されていないことが問題となった。また、2003年度調査では日本での映画上映作品のうち東京では94%が公開されている一方、下関では僅か5%足らずであるなど、鑑賞環境の格差が問題になった。
一方で、1990年代になると日本では郊外型のショッピングセンターとそれに付随するシネマコンプレックスが隆盛となったため、地方都市の中心市街地が空洞化していった。空洞化を食い止めるため、中心市街地の街づくりと一体になり映画を上映しようとする取り組みも全国で散在していた。動きの中心となっていたのは空洞化に直面していた商店街や協力するボランティアなどである。
2003年の映画上映ネットワーク会議ではこうした動きの公的支援の受け皿としてのコミュニティシネマの概念が提唱された。この概念はドイツのコミナール・キノと言う非営利の公共上映団体を模範としている。文化庁も予算化の検討を始め、2004年には国際文化交流推進協会がコミュニティシネマ支援センターを設立。2009年4月には同法人から独立し、一般社団法人コミュニティシネマセンターを設立した。
2000年代半ばからは中心市街地で閉館した映画館をミニシアター系作品を中心に上映する映画館として再開させる流れが広まっていった。しかし、元々商業ベースに乗りにくい作品を対象としていることから、コミュニティシネマの運営は経済的に厳しく、運営者の熱意によるところが多い。
近年では独立系の配給会社の一部作品がシネマコンプレックスで上映されるようになるなど、ミニシアター系作品の中でも比較的集客力のある作品がミニシアターからシネマコンプレックスに移行しつつある。そのため、地域間の鑑賞環境の格差は縮まる一方、環境格差を縮めるために活動していたコミュニティシネマの収益が益々悪化する皮肉な結果となっている。さらには上映設備のデジタル化に伴い有志や地方公共団体が支援を行なっているが、対応機器を導入する費用を捻出できない映画館は閉館に追い込まれつつある。一方で、ミニシアター全体としてはスクリーン数を減らしておらず勢力を維持しているという調査結果もある。

### 映画館
コミュニティシネマ活動が中心となり開館した映画館を以下に示す。

#### 営業中の映画館
- シアターボイス（特定非営利活動法人コミュニティシネマきたみ） - 北海道北見市[12]
- シネマテークたかさき（特定非営利活動法人高崎コミュニティシネマ） - 群馬県高崎市[12]
- 川崎市アートセンター（川崎市文化財団グループ） - 神奈川県川崎市麻生区[12]
- 深谷シネマ（特定非営利活動法人市民シアターエフ） - 埼玉県深谷市[12]
- 川越スカラ座（特定非営利活動法人プレイグラウンド） - 埼玉県川越市[12]
- シネマイーラ（株式会社浜松市民映画館） - 静岡県浜松市[12]
- 宝塚シネ・ピピア（有限会社宝塚シネマ） - 兵庫県宝塚市[12]
- シネマ尾道（NPO法人シネマ尾道） - 広島県尾道市[12]
- シアター・シエマ（有限会社69'nersFILM） - 佐賀県佐賀市[12]
- THEATER ENYA（一般社団法人Karatsu Film Project） - 佐賀県唐津市
- 宮崎キネマ館（特定非営利活動法人宮崎文化本舗） - 宮崎県宮崎市[12]
- ガーデンズシネマ（一般社団法人鹿児島コミュニティシネマ） - 鹿児島県鹿児島市
- 桜坂劇場（株式会社クランク） - 沖縄県那覇市[12]

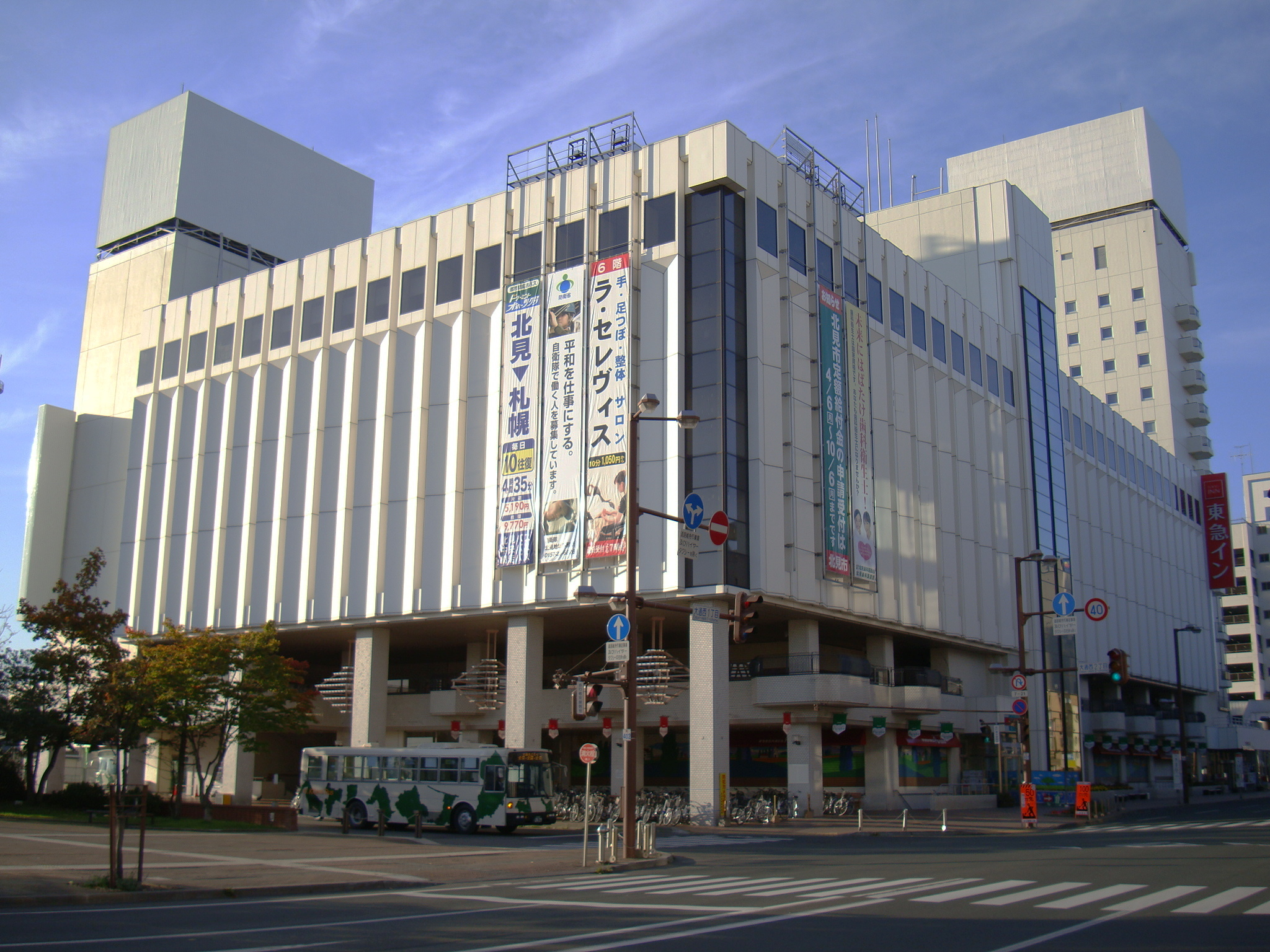
シアターボイスが入居するコミュニティプラザパラボ
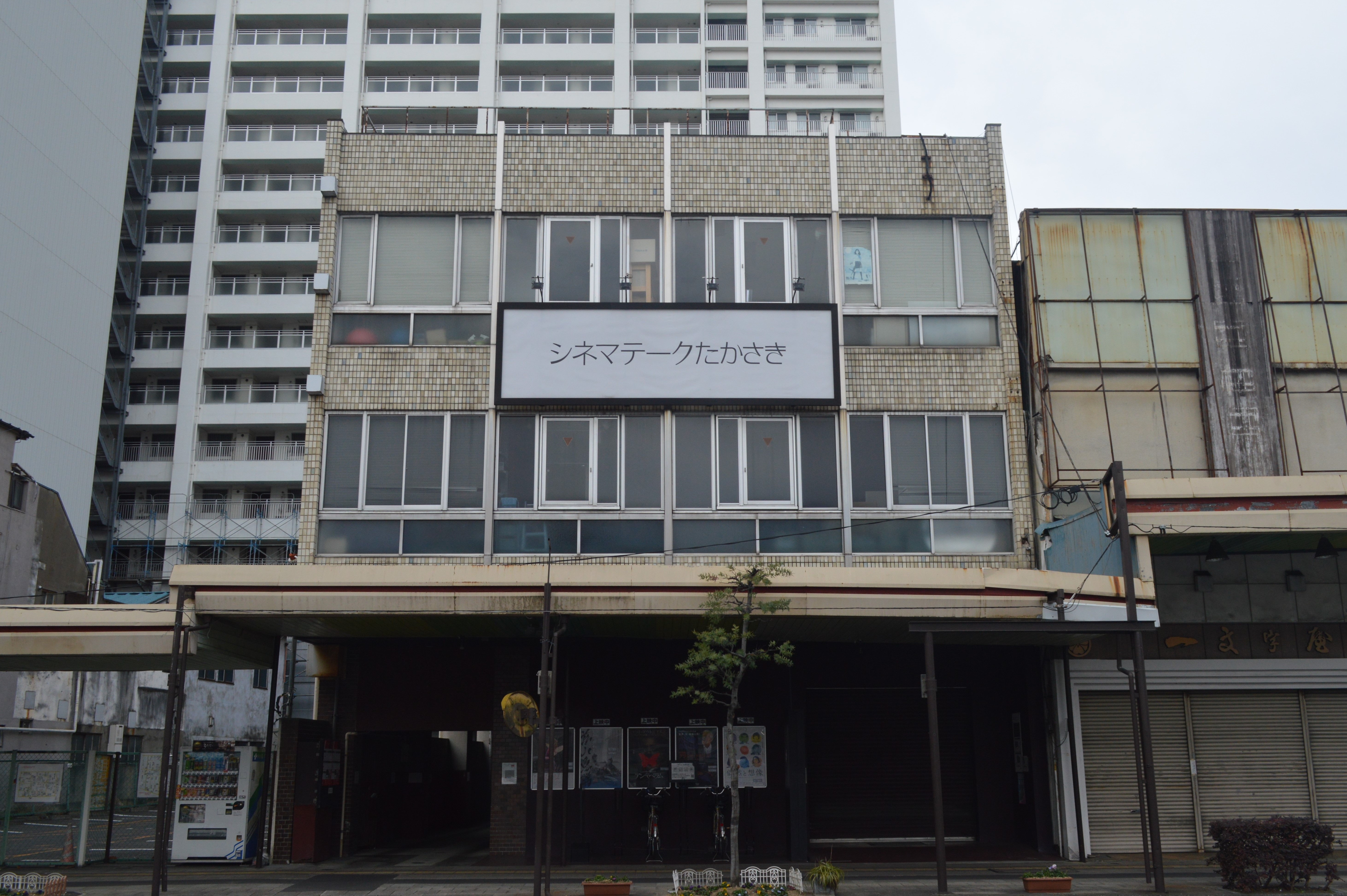
シネマテークたかさき
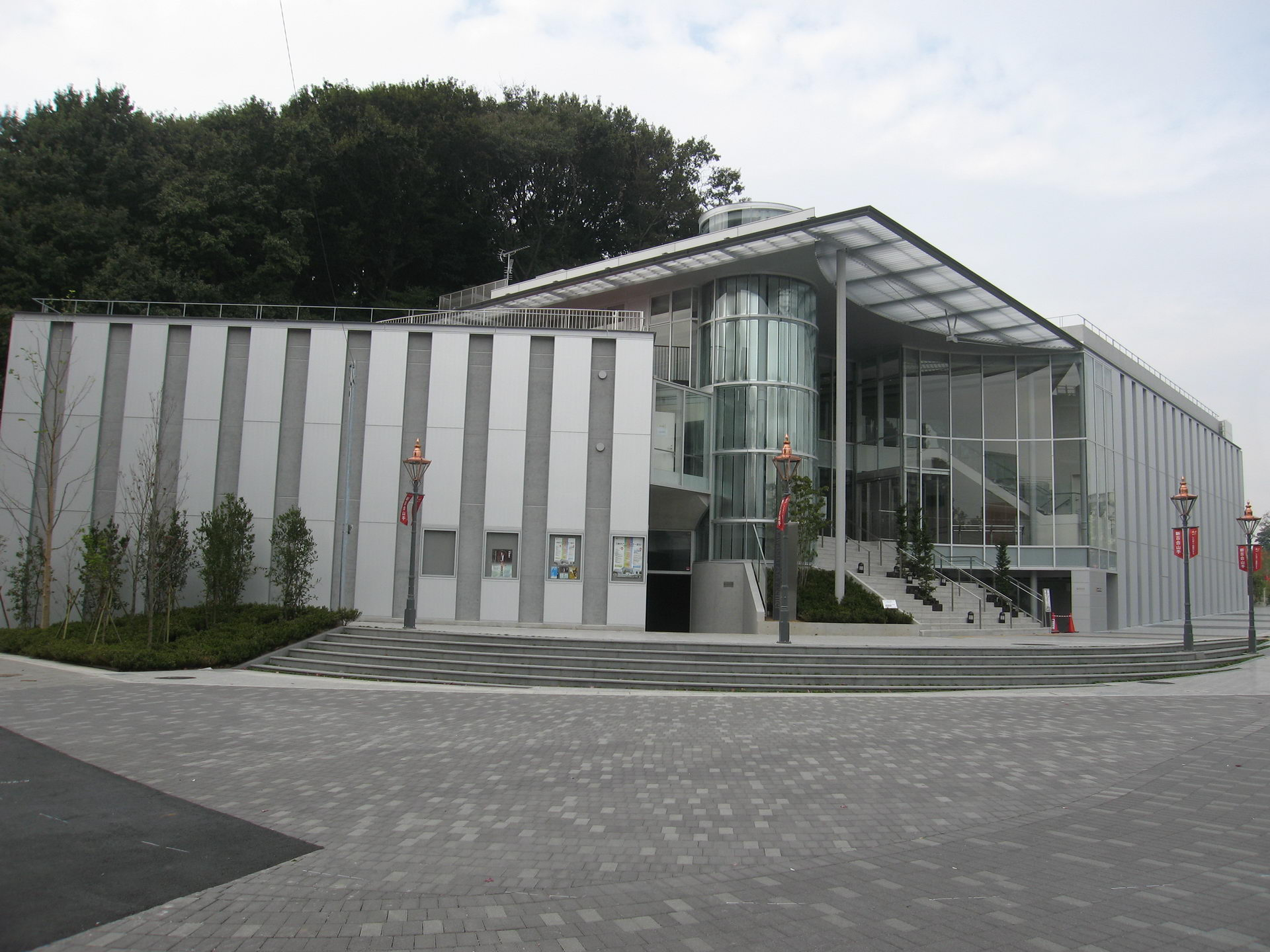
川崎市アートセンター
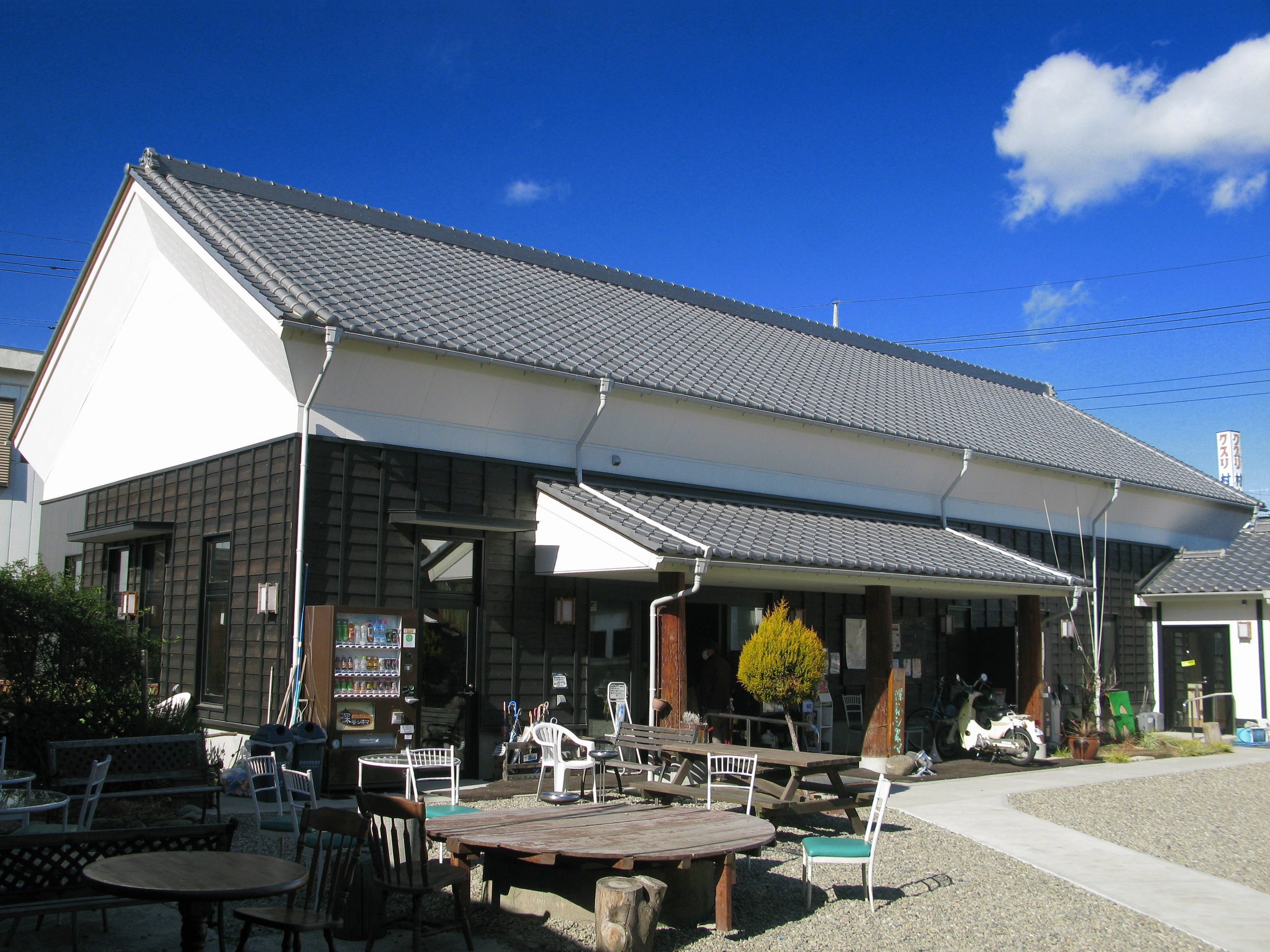
深谷シネマ
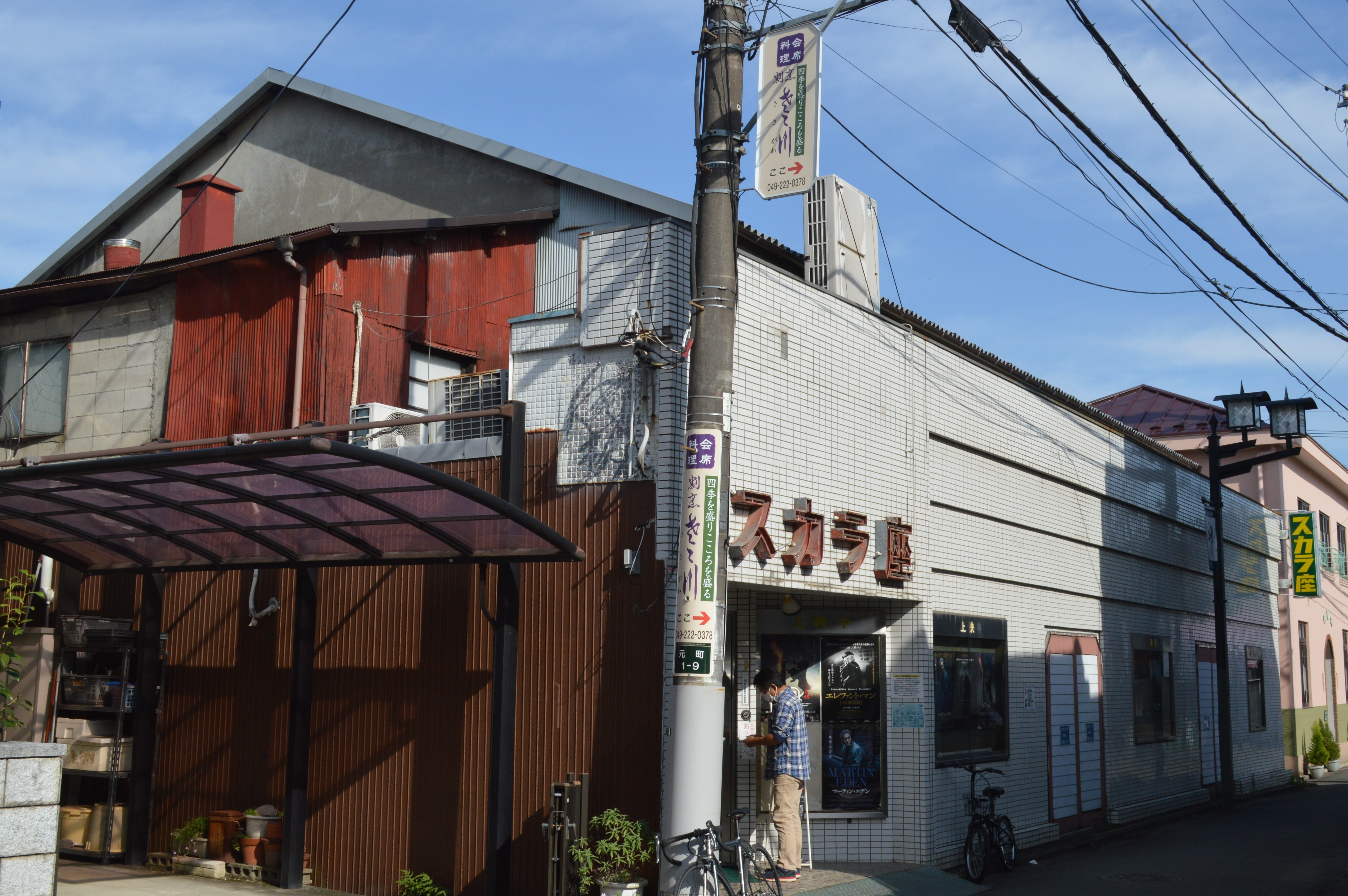
川越スカラ座
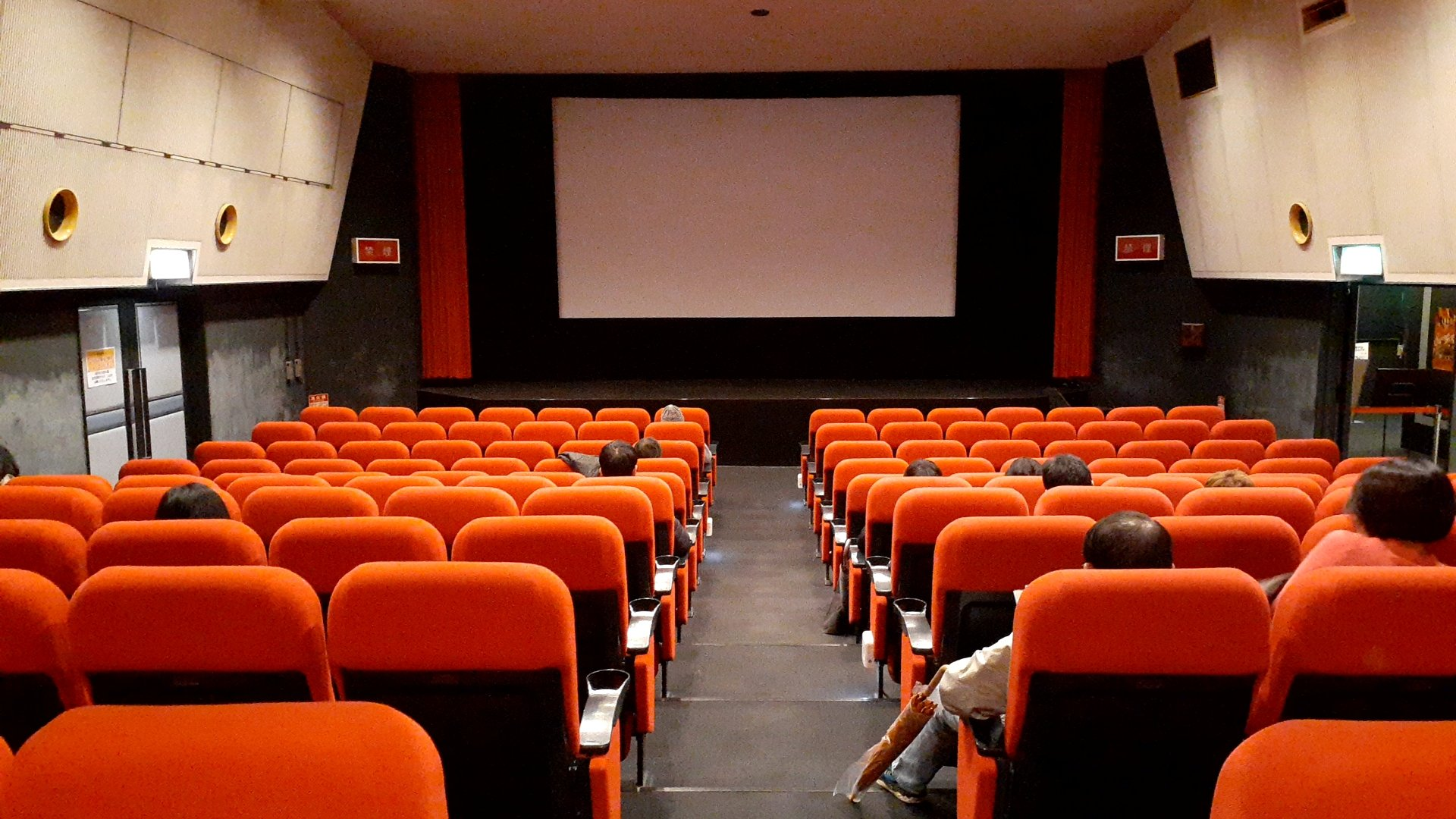
シネマイーラ
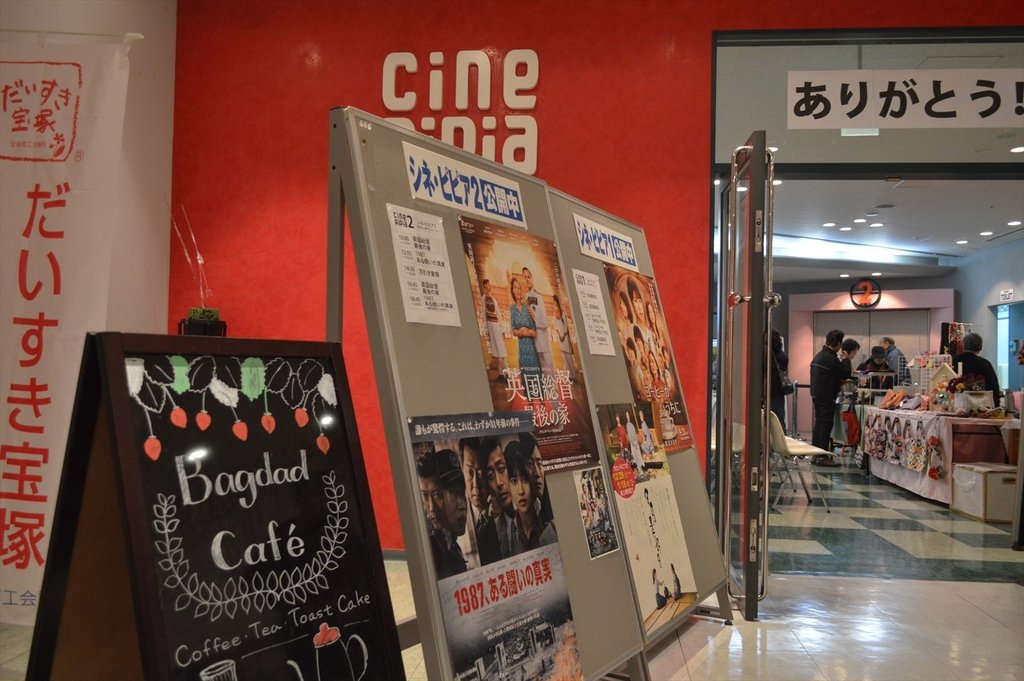
宝塚シネ・ピピア
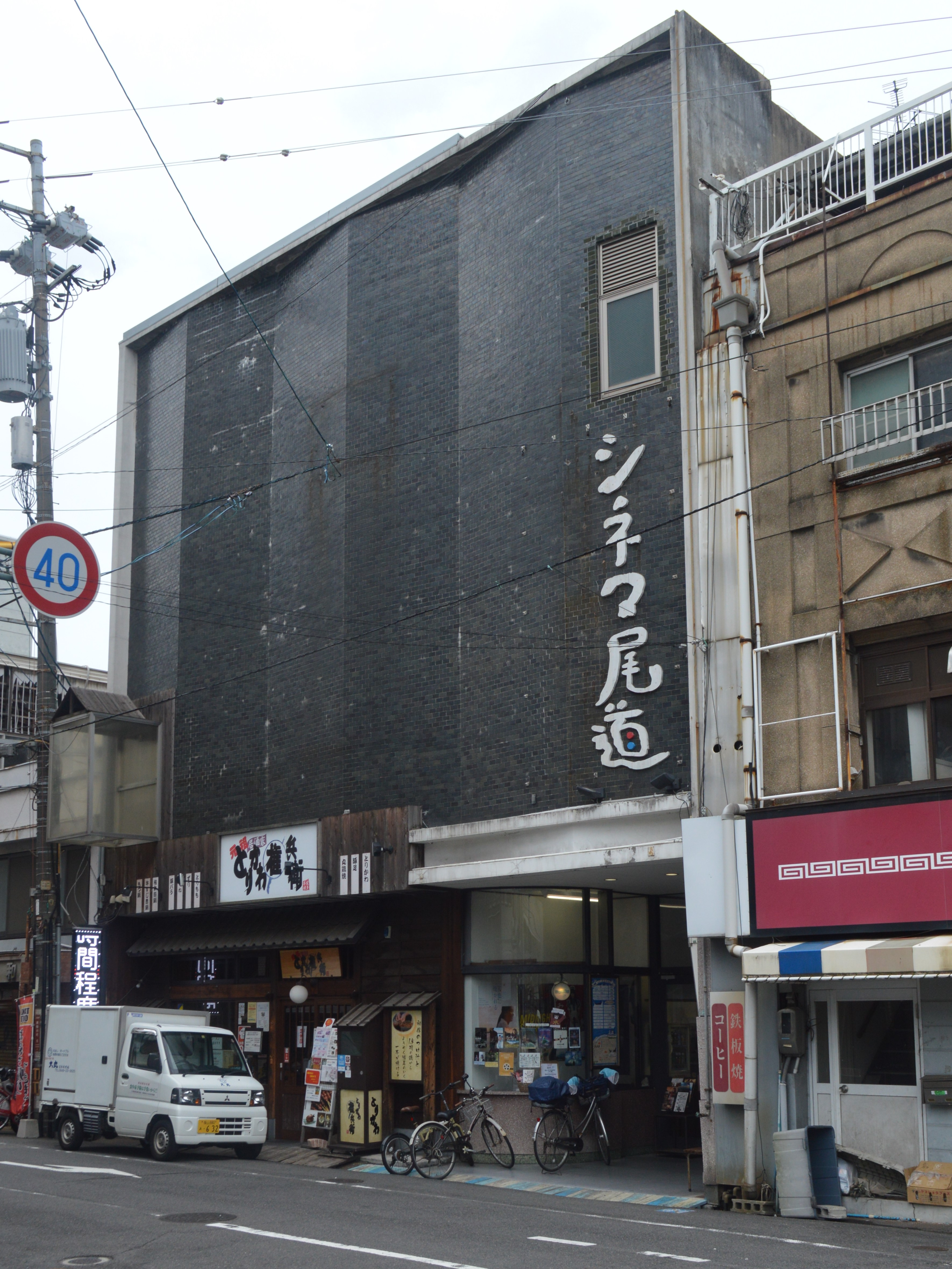
シネマ尾道
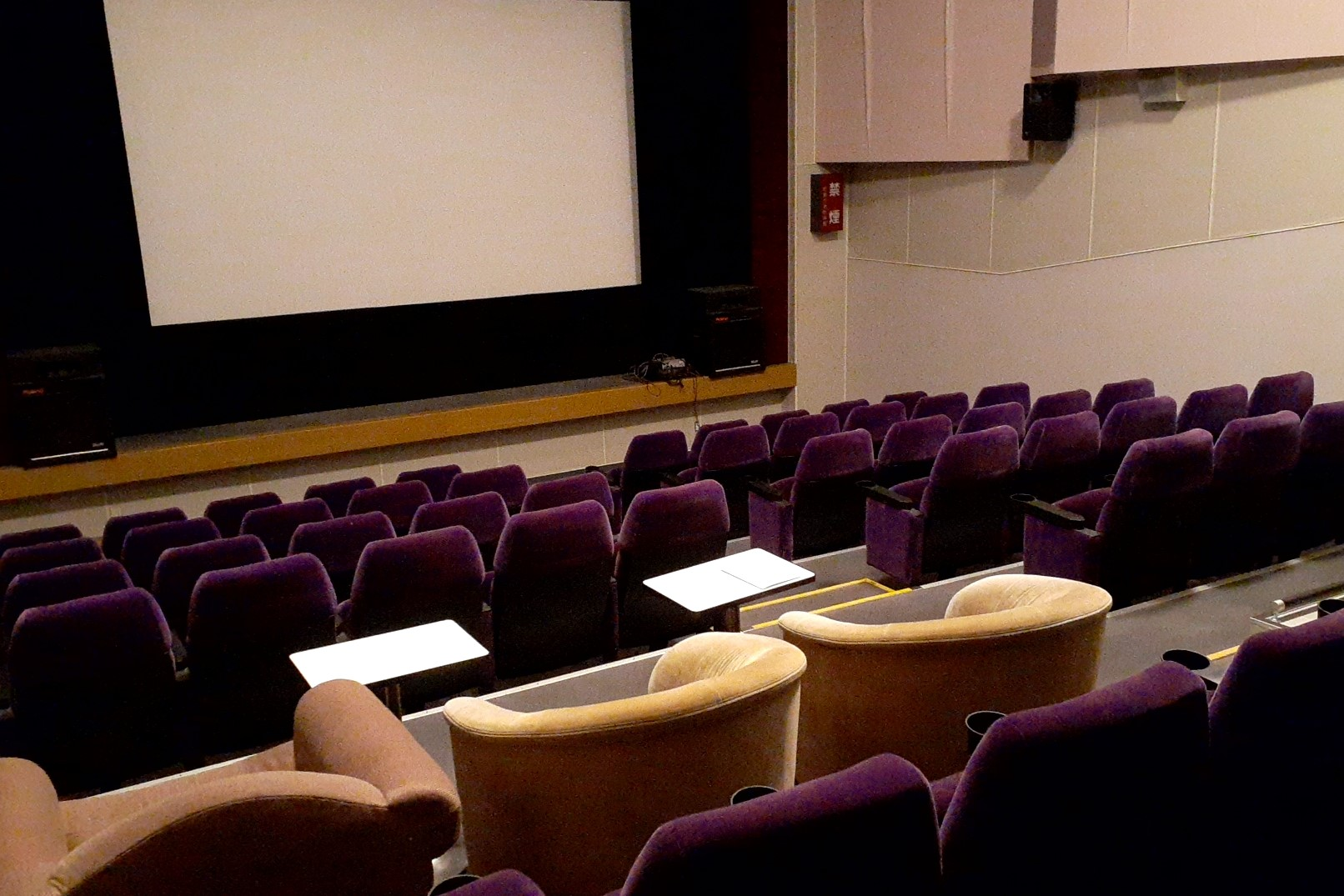
シアター・シエマ
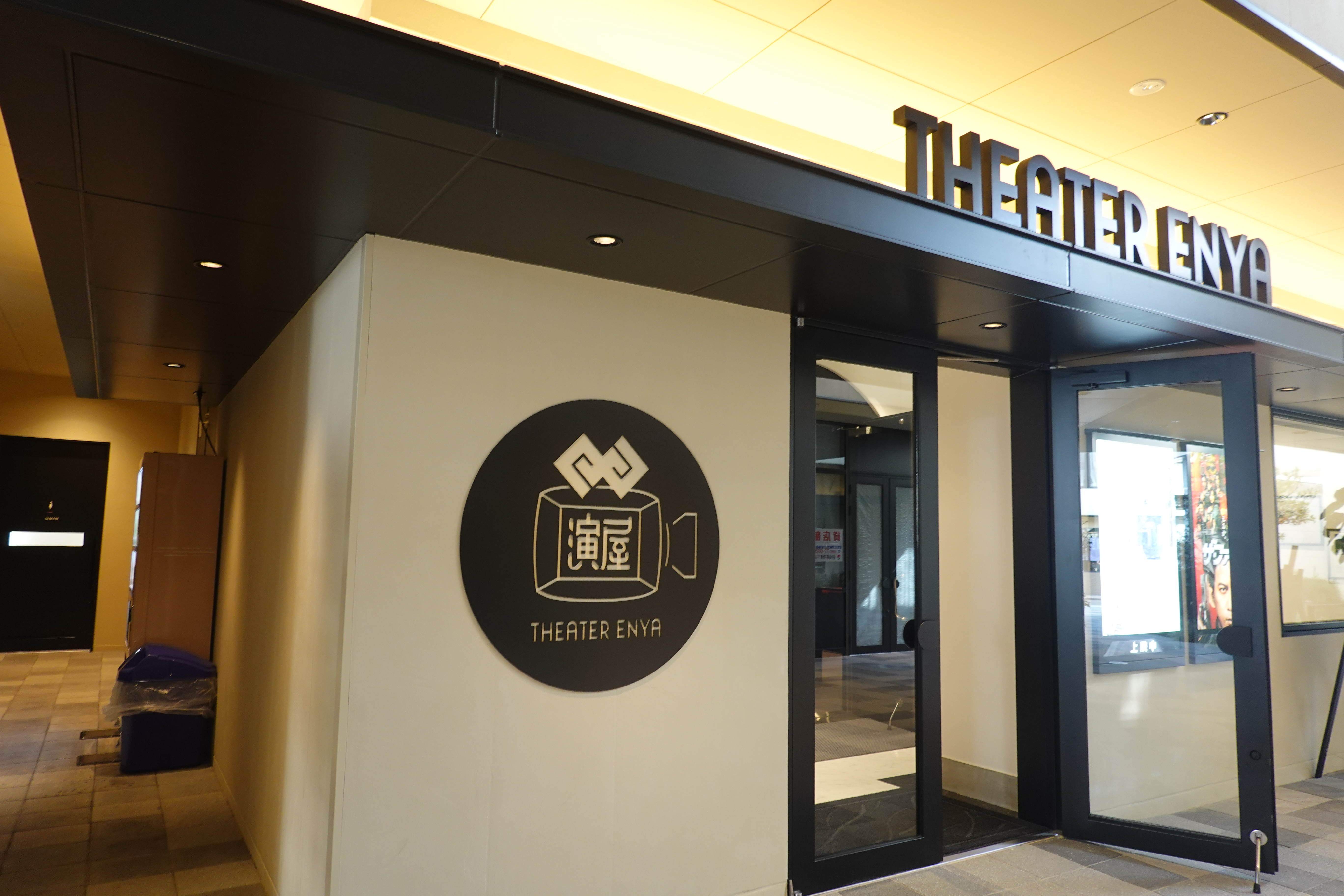
THEATER ENYA
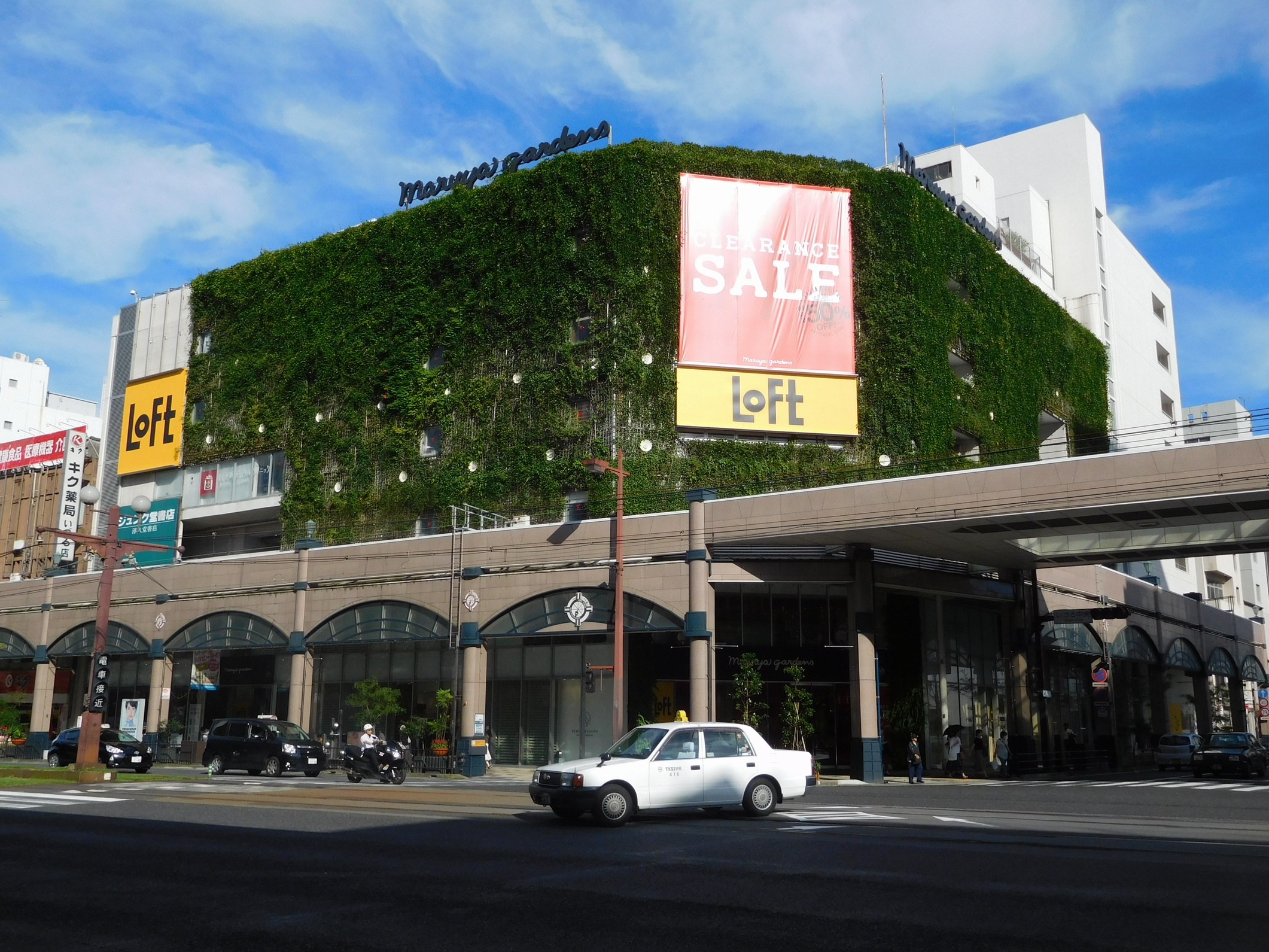
ガーデンズシネマが入るマルヤガーデンズ
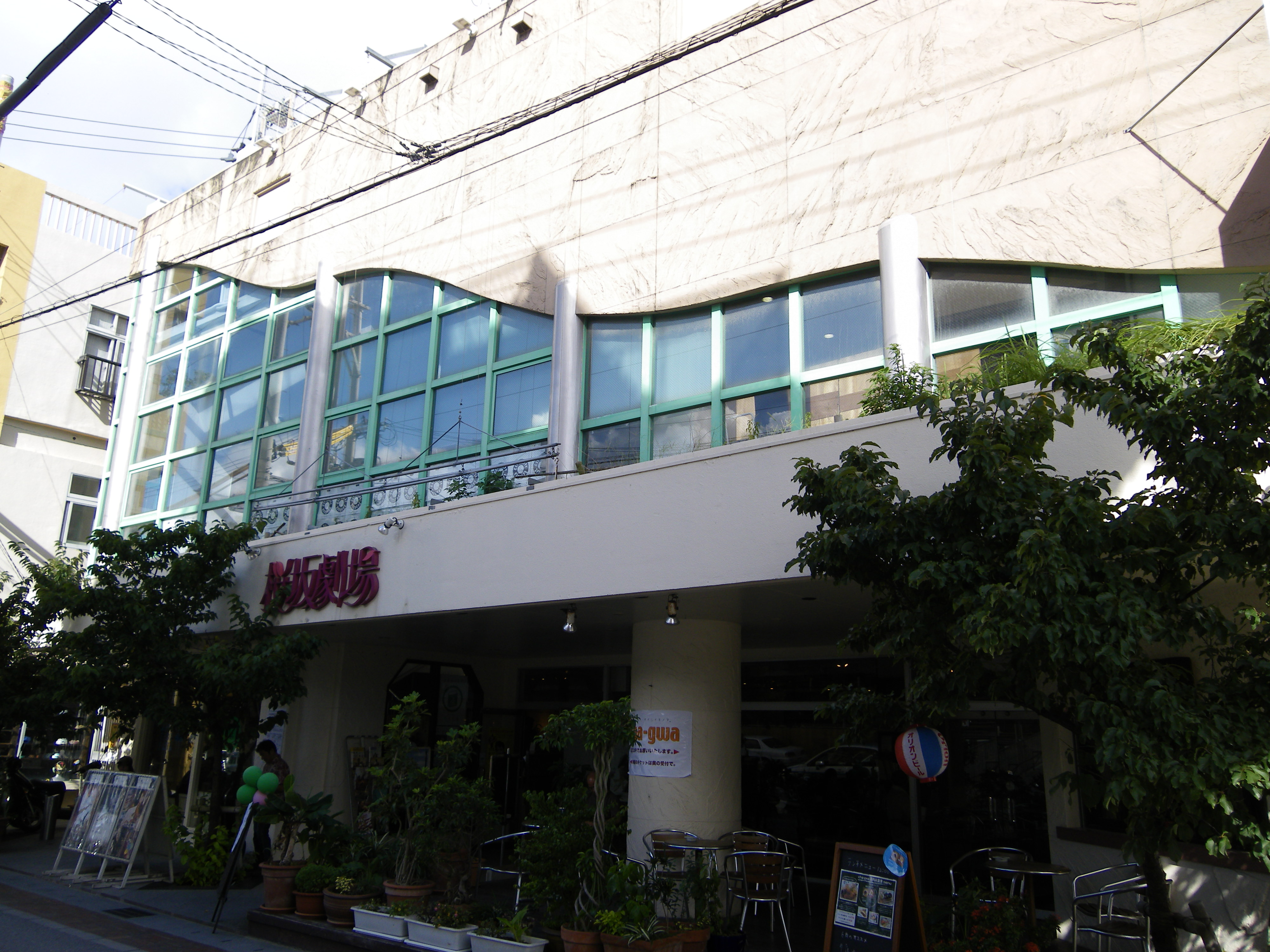
桜坂劇場

#### 閉館した映画館
なお、以下の施設は休館/閉館または映画館以外の施設に転換している。
- 十日町シネマパラダイス（夢シネマ株式会社） - 新潟県十日町市[12]
- フォルツァ総曲輪（株式会社まちづくりとやま） - 富山県富山市[12] （休館中）
- 滋賀会館シネマホール（有限会社アール・シー・エス、シネマホールファンクラブ、財団法人滋賀県文化振興事業団） - 滋賀県大津市[12]
- 神戸アートビレッジセンター - 兵庫県神戸市兵庫区[12]（2023年4月の新開地アートひろばへのリニューアルにより映画事業を終了しギャラリーに転換[13]）
- アイシネマ今治（株式会社テイクワン） - 愛媛県今治市[12]

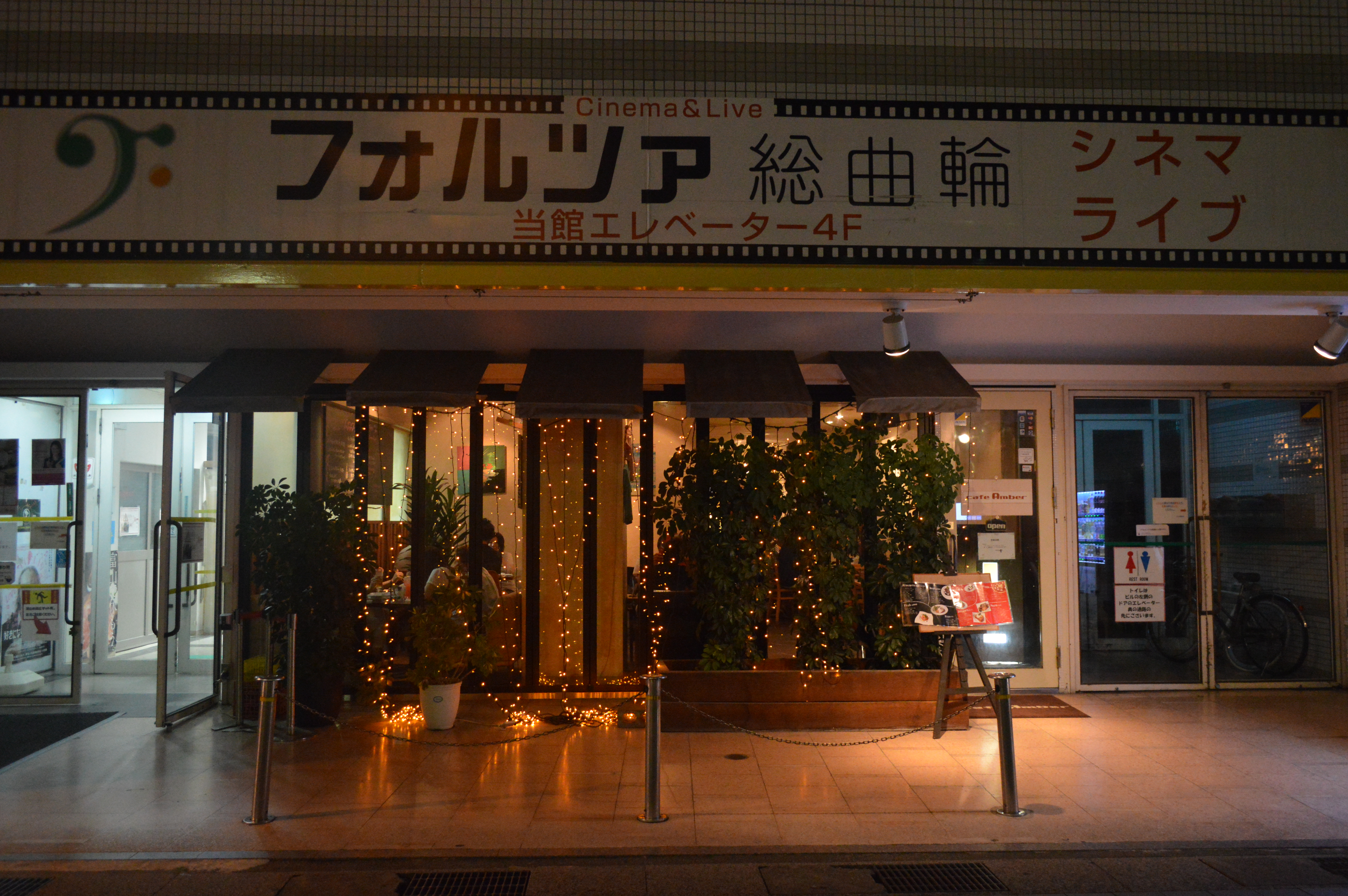
フォルツァ総曲輪
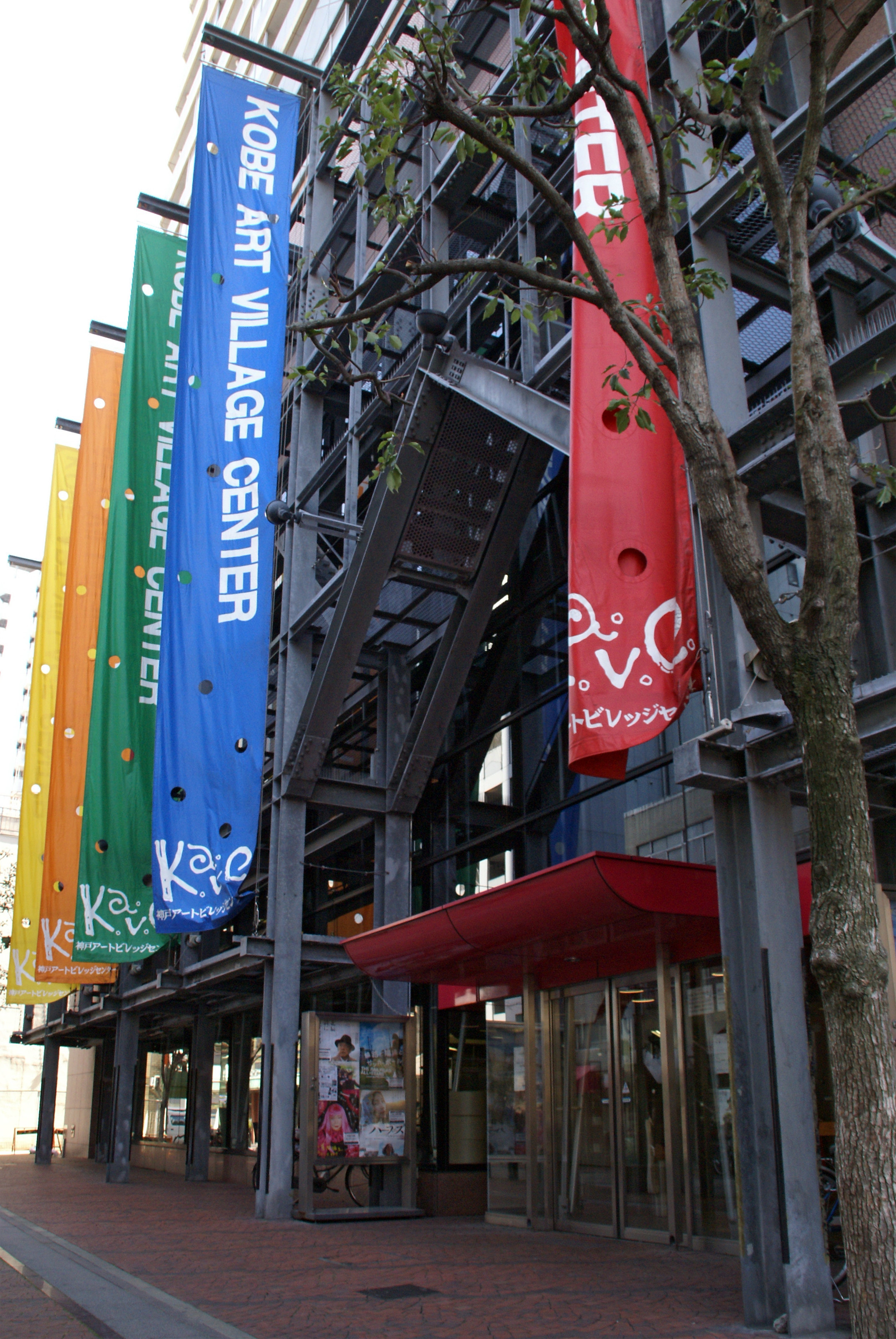
神戸アートビレッジセンター

## ドイツのコミュナール映画館
ドイツではコミュナール映画館（Kommunales Kino）と呼ばれる非営利上映組織が発達している。
初のコミュナール映画館は1971年にフランクフルトで設立され、1984年にこれを吸収する形でドイツ映画博物館（Deutsches Filmmuseum）となった。
ドイツ・キネマテーク＝ベルリン映画博物館はドイツ有数の規模のアーカイヴであるが、地元のコミュナール映画館が発達したために独自の上映スペースを持つことなく同じ建物内に同居するに至っている。